# مارك هاريس
مارك هاريس (بالإنجليزية: Mark Harris)‏ (15 يوليو 1963 بريدنغ في المملكة المتحدة - ) هو لاعب كرة قدم بريطاني في مركز الدفاع. لعب مع سوانزي سيتي وكارديف سيتي وكريستال بالاس ونادي بيرنلي ونادي غيلينغهام ونادي كينغستونيان وووركينغهام وإمربروك ‏.

## وصلات خارجية
- مارك هاريس على موقع قاعدة بيانات كرة القدم.إي يو (الإنجليزية)
- مارك هاريس على موقع Soccerbase.com (لاعب) (الإنجليزية)